# Mischocyttarus tectus
Mischocyttarus tectus är en getingart som beskrevs av Cooper 1996. Mischocyttarus tectus ingår i släktet Mischocyttarus och familjen getingar. Inga underarter finns listade i Catalogue of Life.